# Meana di Susa
Meana di Susa (arpità Meana) és un municipi italià, situat a la ciutat metropolitana de Torí, a la regió del Piemont. L'any 2007 tenia 940 habitants. Està situat a la Vall de Susa, una de les Valls arpitanes del Piemont. Forma part de la Comunitat Muntanyenca Alta Vall de Susa. Limita amb els municipis de Fenestrelle, Gravere, Mattie, Susa i Usseaux.

## Administració
| Període | Identitat              | Partit        |
| ------- | ---------------------- | ------------- |
| 2004-   | Mario Virginio Perotto | Llista cívica |